# Стела «Город воинской славы» (Ростов-на-Дону)
Стела «Город воинской славы» — мемориал, расположенный в Первомайском районе Ростова-на-Дону. Создан в ознаменование присвоения городу почётного звания Российской Федерации «Город воинской славы». Торжественно открыт 6 мая 2010 года на площади перед зданием аэропорта, получившей название «Площадь Воинской славы».

## Описание
Архитектурно-скульптурное решение памятной стелы «Город воинской славы» утверждено Российским организационным комитетом «Победа» по результатам открытого всероссийского конкурса, в котором в 2008 году победил проект авторского коллектива в составе: Заслуженный архитектор России, действительный член Международной академии архитектуры И. Н. Воскресенский, архитекторы Г. А. Ишкильдина, В. В. Перфильев, Заслуженный художник России, член-корреспондент Российской академии художеств, скульптор С. А. Щербаков.
Памятник представляет собой круглую колонну из красного гранита высотой 6,5 м с бронзовым гербом России на вершине. На квадратном постаменте колонны с одной стороны изображён герб Ростова-на-Дону, а с другой — текст Указа Президента РФ о присвоении городу почетного звания «Город воинской славы». Колонна окружена четырьмя квадратными пилонами с барельефами на тему военной истории Ростова-на-Дону и побед над гитлеровцами. Авторы монумента: архитектор Ю. Дворников и форматор А. Мусиенко. Авторы барельефов: скульпторы С. Олешня, Г. Мясников и А. Дементьев. Барельефы были отлиты в мастерской художественного литья РГСУ.

## История
История основания и развития Ростова-на-Дону тесно связана с обороной России. Своё название город получил по Крепости Святого Димитрия Ростовского — самой мощной среди южных крепостей России XVIII века, имевшей большое военно-стратегическое значение и сыгравшей значительную роль в период русско-турецких войн.
Но наибольшую известность получили события Великой Отечественной войны, в ходе которой город защищали, наряду с другими войсковыми частями, 339-я Ростовская стрелковая дивизия и Ростовский стрелковый полк народного ополчения, сформированные из местных жителей. 28 ноября 1941 года, через неделю после захвата города гитлеровцами, советские войска отбили его в ходе Ростовской наступательной операции. Освобождение Ростова стало первой значительной победой Красной Армии в начальный период войны (22 июня 1941 — 18 ноября 1942). Окончательное освобождение Ростову-на-Дону принесла победа под Сталинградом: в результате успешной Ростовской операции 14 февраля 1943 года советские войска снова вернулись в город.
За мужество и стойкость, проявленные трудящимися города в годы Великой Отечественной войны, и за успехи, достигнутые в хозяйственном и культурном строительстве, Указом Президиума Верховного Совета СССР от 25 февраля 1982 года город был награждён орденом Отечественной войны I степени.
А в начале 2007 года представители ветеранских организаций выступили с инициативой присвоить Ростову почётное звание «Город воинской славы». Мэр Ростова Михаил Чернышёв одобрил эту инициативу, и депутаты Ростовской городской думы направили президенту России ходатайство о присвоении Ростову звания «Город воинской славы». Почётное звание Российской Федерации «Город воинской славы» было присвоено Ростову-на-Дону Указом Президента РФ от 5 мая 2008 года № 556 «За мужество, стойкость и массовый героизм, проявленные защитниками города в борьбе за свободу и независимость Отечества». 6 мая 2008 года в Кремле состоялась церемония вручения грамот о присвоении звания городам, в числе которых был Ростов-на-Дону.
В соответствии с Указом Президента России от 1 декабря 2006 года № 1340, во всех городах, удостоенных звания «Город воинской славы», устанавливаются стелы, созданные по единому проекту. В качестве места для установки стелы рассматривалось несколько вариантов: площадь Карла Маркса, Большая Садовая улица (у центрального входа в парк им. Горького), Театральная площадь. Но некоторые из этих предложений предполагали установку стелы взамен старых памятников, поэтому от них отказались. В итоге было решено установить стелу на площади перед зданием ростовского аэропорта.
Критики отмечали, что в этом месте не было никаких боёв, но выбор места расположения стелы обосновали тем, что аэропорт находится в направлении главного удара Северо-Восточной группировки фронта. Приводились и другие аргументы: аэропорт является воздушными воротами города, а рядом проходит автодорога М4 «Дон» — главный въезд в Ростов. К тому же площадь перед аэропортом имеет хороший ландшафт. В будущем аэропорт предполагается перенести за город и построить на его месте жилой массив.
Городская дума Ростова выделила на сооружение стелы 19 миллионов рублей. Стела «Город воинской славы» была торжественно открыта 6 мая 2010 года в преддверии 65-летия Победы. Площадь, где установлен мемориал, получила название «Площадь Воинской славы». 20 апреля 2011 года поступила в обращение почтовая марка, а 2 июля 2012 года в обращение была выпущена памятная монета «Города воинской славы Ростов-на-Дону» номиналом 10 рублей. Ещё одним символом стал Меч Победы, вручённый Ростову-на-Дону, как и другим городам воинской славы, 9 июня 2022 года в зале Славы Музея Победы в парке Победы на Поклонной горе в Москве. Изготовленный в Златоусте меч покрыт золотом высшей 999,9 пробы и инкрустирован уральскими самоцветами — гранатами, символизирующими пролитую кровь, и голубыми топазами, которые считаются символом мира. Длина мечей составляет 1,2 метра, вес — более пяти килограммов. На клинке, украшенном растительным орнаментом, высечены знаменитые слова князя Александра Невского: «Кто с мечом к нам придет, тот от меча и погибнет». Ранее, в апреле 2015 года, аналогичные Мечи Победы были переданы на вечное хранение городам-героям.

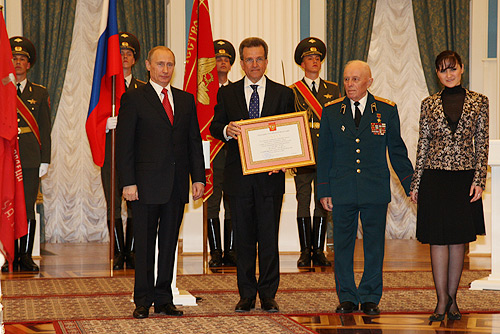
Вручение грамоты о присвоении Ростову почётного звания
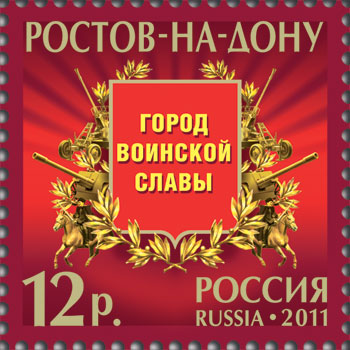
Памятная марка, посвящённая городу воинской славы
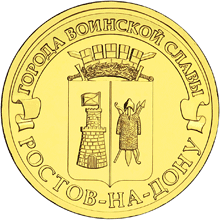
Изображение герба города воинской славы на монете